# Lignareix
Lignareix (Linhares auf Okzitanisch) ist eine französische Gemeinde mit 162 Einwohnern (Stand 1. Januar 2022) im Département Corrèze in der Region Nouvelle-Aquitaine. Die Einwohner nennen sich Lignareixois(es).

## Geografie
Die Gemeinde liegt im Zentralmassiv auf dem Plateau de Millevaches und somit auch im Regionalen Naturpark Millevaches en Limousin.
Tulle, die Präfektur des Départements, liegt ungefähr 70 Kilometer südwestlich, Égletons etwa 30 Kilometer südwestlich und Ussel rund 8 Kilometer südlich.
Nachbargemeinden von Lignareix sind Saint-Rémy im Norden, Saint-Pardoux-le-Neuf im Osten, Ussel im Süden sowie Saint-Pardoux-le-Vieux im Westen.
Die Liège, ein Nebenfluss der Diège, durchzieht das Gemeindegebiet.

### Verkehr
Der Ort liegt ungefähr 14 Kilometer nordwestlich der Abfahrt 24 der Autoroute A89.

## Wappen
Beschreibung: Das Wappen ist von Silber und Blau geviert. In den Feldern 1 und 4 drei rote Ringe und in 2 und 3 drei gegeneinanderschwimmende silberne Fische, nur einer schwimmt nach rechts.

## Einwohnerentwicklung
| Jahr      | 1962 | 1968 | 1975 | 1982 | 1990 | 1999 | 2007 | 2016 |
| Einwohner | 97   | 113  | 83   | 97   | 169  | 144  | 156  | 164  |

## Sehenswürdigkeiten
- Der Étang de Combeau, ein von den Mönchen von Saint-Angel angelegter Teich[2].